# Садовый (Чистоозёрный район)
Садовый — посёлок в Чистоозёрном районе Новосибирской области. Входит в состав Барабо-Юдинского сельсовета.

## География
Площадь посёлка — 6 гектаров.

## Население
| 2002 | 2007 | 2010 |
| ---- | ---- | ---- |
| 16   | ↘7   | ↘0   |

## Инфраструктура
В посёлке по данным на 2007 год отсутствует социальная инфраструктура.